# Pollhansmarkt
Pollhans oder der Pollhansmarkt ist ein Jahrmarkt in Schloß Holte-Stukenbrock, der auf eine über 350-jährige Geschichte zurückblickt. Der Markt fand seinen Ursprung im Jahr 1654, als in Schloß Holte eine kleine Kapelle zu Ehren der heiligen Ursula mit einem Kirchweihfest eingeweiht wurde.

## Geschichte

### Ursprünge
In den ersten Jahrzehnten fand der sogenannte Holter Markt in direkter Umgebung des Holter Schlosses statt. Aufgrund eines Erlasses der Rietberger Grafenschaft musste das Fest 1725 jedoch das Schlossgelände verlassen und fand auf dem Areal des Hofes „Pollhans“, welcher bis heute Namensgeber des Marktes ist, ein neues Zuhause. Im Jahr 1901 zog das Fest aufgrund des Baus der Eisenbahnlinie Bielefeld–Schloß Holte–Paderborn (Senne-Bahn) erneut um, diesmal auf den heutigen Pollhansplatz hinter dem Gasthaus Dresselhaus-Brockmann. Dort findet der auch „Polle“ genannte Jahrmarkt bis heute an jedem dritten Oktoberwochenende von Samstag bis Montag statt.

### 350. Jubiläum 2004
Vom 15. bis 18. Oktober 2004 fand der Pollhansmarkt zum 350. Mal statt. Statt der sonst üblichen drei Festtage (Samstag bis Montag) beschloss der Rat der Stadt Schloß Holte-Stukenbrock, den „Pollhans“ ausnahmsweise auf vier Tage (Freitag bis Montag) auszudehnen. 2004 wurde erstmals auch ein „Pollhans-Film“ gedreht, der seitdem auf DVD in einigen Geschäften in Schloß Holte-Stukenbrock erhältlich ist. Um die Wurzeln des Festes zu betonen, initiierte die Stadtverwaltung überdies einen Umzug, in dem unter anderem heimische Handwerker, Geschäftsleute, Landwirte sowie Geistliche der Kirchengemeinden in historischer Kleidung aufliefen.
Die Einführung des zusätzlichen Pollhans-Tages 2004 führte trotz gutem Wetter entgegen den Erwartungen nicht zu einem Zuwachs der Besucherzahl, die 2004 erneut bei etwa 250.000 Besuchern lag. Der anfänglichen Überlegung des Stadtrates, bei gutem Gelingen dieses Versuches „Pollhans“ möglicherweise generell viertägig zu veranstalten, wurde dadurch eine Absage erteilt.

### Jüngere Entwicklungen
Sorgen bereitet der Stadtverwaltung in den letzten Jahren die für den Stadthaushalt stets defizitäre Bilanz des Pollhansmarktes. Von 1996 bis 2003 wurden alljährlich durch die Stadtverwaltung sogenannte Pollhans-Seidel (Biergläser) mit historischen Motiven verkauft, die zur Eröffnung des Pollhansmarktes am Samstag für eine bestimmte Zeitspanne zur kostenfreien Teilnahme am Fassbieranstich durch den Bürgermeister berechtigten. Der Pollhans-Seidel wurde 2004 durch den Verkauf von Pollhans-Buttons, -Mützen und -Schals ersetzt. Auch diese Maßnahme führte nicht zu dem gewünschten Absatz und Mehrertrag für den Stadthaushalt, so dass 2005 schließlich ein „Pollhans-Pin“ eingeführt wurde, der ebenfalls zu bestimmten Vergünstigungen berechtigt. Auch der Absatz des bis 2006 durch die RWE gesponserten Pollhans-Pins ließ zu wünschen übrig, so dass der Rat der Stadt Schloß Holte-Stukenbrock sich veranlasst sah, die Standgebühren für Schausteller und Karussell-Betreiber zu erhöhen, um das mittlerweile schon traditionelle „Pollhans-Defizit“ zu beseitigen. Der Pollhans-Pin wird jedoch weiterhin als Andenken mit wechselnden Motiven verkauft.
Nach zweijähriger Pause aufgrund der COVID-19-Pandemie fand im Jahr 2022 der Pollhansmarkt wieder statt, diesmal ausnahmsweise viertägig. 2023 wurde der Pollhansmarkt von einem tödlichen Unfall überschattet.

### Motive der Pollhans-Seidel und -Pins

#### Die Motive der Pollhans-Seidel (1996–2004)
- 1996: Kath. St. Ursula-Kirche
- 1997: Jagdschloss Holte
- 1998: Gasthof Pollhans
- 1999: Gaststätte „Dresselhaus-Brockmann“ in alter Ansicht
- 2000: Alter Wasserturm am Bahnhof Schloß Holte (heute nicht mehr existent)
- 2001: Bahnhof Schloß Holte
- 2002: Forsthaus im Holter Wald
- 2003: Kupolofen (alter Schmelzofen) der Holter Hütte (heute nicht mehr existent)
- 2004: Seidel zum Jubiläum: Zigeuner mit Tanzbär vor dem Portal des Holter Schlosses

Seit 2004 werden Pollhans-Schals bzw. -mützen mit der eingestickten Inschrift „I like POLLHANS in Schloß Holte“ verkauft. Restbestände der Schals und Mützen können am Stand der Stadtführer im Wirtschaftszelt sowie im Rathaus erworben werden. Dort sind auch die Pollhanspins erhältlich.

#### Motive der Pollhans-Pins (seit 2005)
- 2005: Neues Pollhans-Logo mit Holter Schloss und Riesenrad
- 2006: Fotomontage: Schloss und Feuerwerk
- 2007: Fotomontage: Riesenrad und Skater, davor aufsteigende Ballons
- 2008: Pollhans-Logo mit Holter Schloss und Riesenrad
- 2009: Pollhans-Logo mit Holter Schloss und Riesenrad
- 2010: Riesenrad
- 2011: Kettenflieger
- 2012: Feuerwerk
- 2013: Riesenrad und Kettenflieger
- 2014: Luftballons, Riesenrad und Baum mit herbstlich gefärbten Blättern
- 2015: Riesenrad
- 2016: Feldmann-Riesenrad und großes Riesenrad
- 2017: Fotomontage: Lebkuchenherz und Foto vom Holter Schloss
- 2018: Foto vom Kettenflieger
- 2019: Fotomontage: Riesenrad und Karusell bei Nacht
- 2022: Pollhans-Pin in Lebkuchenform
- 2023: Pin mit dem Slogan „I like POLLHANS in Schloß Holte“

## Der Pollhansmarkt heute
Der heutige Pollhansmarkt besteht aus einer Kirmes, einem Bauernmarkt, einer Wirtschaftsschau und fliegenden Händlern. Den Mittelpunkt der Kirmes bilden ein Kettenkarussell sowie das historische Feldmann-Riesenrad, welche zu Pollhans gehören wie der Kräuterlikör „Polhänser“. Eingerahmt werden die Karussells von mehreren modernen Fahrgeschäften. Bis zu 300.000 Menschen aus der ganzen Region besuchen die Kirmes. Pollhans gehört damit zu den größten Volksfesten in der Region Ostwestfalen-Lippe. Zum Vergleich: Die Stadt Schloß Holte-Stukenbrock hat 26.000 Einwohner.
Eröffnet wird der Pollhans stets am sogenannten Pollhanssamstag. Seit 2006 findet dazu in der katholischen St.-Ursula-Kirche um 13:30 Uhr ein ökumenischer Gottesdienst statt, der an den Gedenktag der heiligen Ursula und damit die Ursprünge des Pollhansmarktes erinnert. Im Anschluss ziehen die Kirchenbesucher in Begleitung des Städtischen Blasorchesters weiter zum Pollhansplatz, wo die offizielle Eröffnung durch den Bürgermeister der Stadt Schloß Holte-Stukenbrock mit Fassbieranstich erfolgt.
Am sogenannten Pollhansmontag haben viele Geschäfte, Firmen und Behörden geschlossen. Der Stadtrat sowie die Stadtverwaltung und geladene Gäste treffen sich am Vormittag des Pollhansmontages zum traditionellen Pollhans-Rundgang. Bis in die 90er-Jahre fand am Pollhansmontag auch der Viehmarkt statt, der an den Ursprung des Festes erinnerte. Er wurde durch den Bauernmarkt abgelöst.
Im Rahmen des Jahrmarkts haben mehrere Getränke- und Speisestände geöffnet. Zusätzlich treten in den Festzelten Live-Bands und DJs auf. Der Eintritt ist zu diesen Konzerten frei. Zum Abschluss des Festes findet am Montagabend um 21:00 Uhr ein Höhenfeuerwerk statt.
Die Stadt Schloß Holte-Stukenbrock bietet an allen drei Pollhanstagen Buspendelverkehre in alle Stadtteile und in benachbarte Ortschaften an.